# Charte de transparence relative au statut du conjoint du chef de l'État

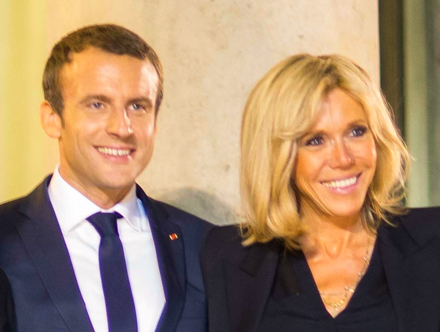
Emmanuel et Brigitte Macron en 2017.

La charte de transparence du conjoint du chef de l'État est une charte publiée par la présidence de la République française relative à la transparence du statut du conjoint du président, qu'il soit marié ou concubin. Bien que son statut soit considéré comme officiel, elle n'a aucune valeur législative ou réglementaire, mais est une simple « déclaration », publiée le 21 août 2017 à la suite de la promesse d'Emmanuel Macron de donner un statut à son épouse Brigitte Macron.

## Contenu

### Missions
Le premier titre est relatif aux missions du conjoint du président de la République française, à savoir :
- la représentation de la France, aux côtés du président de la République, lors des sommets et réunions internationales ;
- la réponse aux sollicitations des Français et des personnalités françaises et étrangères qui souhaitent la rencontrer ;
- la supervision de la tenue des manifestations et réceptions officielles au sein du palais de l'Élysée ;
- le soutien, par son parrainage ou sa présence, à des manifestations à caractère caritatif, culturel ou social ou qui participent au rayonnement international de la France.

Le président de la République pourra à cet égard lui confier certaines missions qui seront détaillées sur le site internet de la présidence.

### Moyens alloués
Le second titre correspond aux moyens qui lui sont alloués pour accomplir ses missions, à savoir :
- l'absence de rémunération à cet égard ;
- l'absence de frais de présentation ;
- l'absence de budget propre, dépendance du budget de la présidence ;
- la mise à disposition de deux conseillers personnels, le premier occupant la fonction de directeur de cabinet, et le second de chef de cabinet.

### Communication
Le troisième titre correspond à la communication et indique que l'agenda personnel de Brigitte Macron sera publié à la fin de chaque mois. 

## Application
Cela n'impose aucun engagement à de futurs conjoints, car en réalité, aucun article n'est contraignant, s'agissant juste d'une déclaration de transparence.
L'Élysée assure d'ailleurs que cette charte « n'a pas vocation à être pérenne », ce qui peut sous-entendre qu'elle ne s'appliquerait qu'à Brigitte Macron. 

## Pétition
Emmanuel Macron souhaite la création d'un statut officiel pour la Première dame. La création d'un statut juridique spécifique suscite une polémique. Le militant Thierry-Paul Valette, président du mouvement politique Égalité nationale, lance une pétition en ligne contre cette proposition, pétition qui recueille plus de 300 000 signatures. Selon Valette, « les Français à plus de 65 % sont défavorables à la création d'un statut particulier pour Brigitte Macron »,.
Face à la polémique, Emmanuel Macron reculera[réf. nécessaire] et mettra plutôt en place la Charte de transparence relative au statut du conjoint du chef de l'État.
Le Conseil d'État a été saisi en 2018 d'un recours pour excès de pouvoir demandant l'annulation de la charte. Il a rejeté ce recours au motif que la charte n'édicte aucune règle à caractère général et permanent, et ne comporte aucune décision,,.